# Sukha purvaka
Sukha purvaka, ook wel gemakkelijke ademhaling, is een pranayama (ademhalingstechniek) in yoga.
Suka purvaka is vergelijkbaar met de afwisselende ademhaling, met als verschil dat bij suka purvaka de adempauze langer wordt vastgehouden. Deze pranayama wordt in een kleermakerszit uitgevoerd met daarbij de jnana mudra met de linkerhand op de linkerknie. Met de rechterhand wordt er met de shiva mudra afwisselend een neusgat afgesloten en elke vijf seconden door een ander neusgat ingeademd. Bij de inademing wordt er geassocieerd dat de spirituele eigenschappen van liefde, vrede en vreugde mee naar binnen geademd worden; bij de uitademing, dat de goddelijke eigenschappen naar buiten stralen en met het andere leven gedeeld worden. Aan het begin worden er zeven rondes per dag geademd, waar wekelijks drie tot rondes aan toegevoegd worden tot uiteindelijk maximaal dertig tot veertig rondes. Door deze pranayama dagelijks te beoefenen, zou de geest helderder en standvastiger worden en zou de concentratie toenemen.
volledige ademhaling · middenrifademhaling · flankademhaling · sleutelbeenademhaling · mondademhaling · neusademhaling

abhyantara bahya stambha vritti · activerende ademhaling · agni prasana · anuloma · anuloma viloma · bhastrika · brahmari · chandra bhedana · chatur mukhi · dirgha sukshma · kapalabhati · kevala kumbhaka · kumbhaka · murcha · nadi sodhana · ohm sahita rechaka · plavini · prachhardana · prana apana samyukta · pratiloma · sahita kumbhaka · sama vritti · samanu · sapta vyahrita · sargarbha sahita kumbhaka · sarva dwara baddha · sithali · sitkari · stambha vritti · sukha purvaka · suksama shwasa prashwasa · surya bhedana · tri bandha kumbhaka · ujjayi · vaya viya kumbhaka · viloma · visama vritti